# Minőség 4.0
A Minőség 4.0 mint fogalom hivatkozás az Ipar 4.0-ra, a negyedik ipari forradalomra, olyan kritikus technológiai változásokkal, amelyek kiterjednek az adatok, az elemzés, a hálózatba köthetőség, a méretezhetőség és az együttműködés fejlődésére. Az Ipar 4.0 új módokon köti össze az embereket, a gépeket és az adatokat, és demokratizálja a korábban csak kevesek számára hozzáférhető technológiákat.
A Minőség 4.0 szorosan összehangolja a minőségmenedzsmentet az Ipar 4.0-val, hogy lehetővé tegye a vállalati hatékonyság, a teljesítmény növelését, az innovációt. A Minőség 4.0 alapkoncepciója a minőségmenedzsment gyakorlati alkalmazásainak összehangolása az Ipar 4.0 által létrejövő lehetőségekkel, hogy segítse a szervezeteket a működési kiválóság felé törekvésben.
A Minőség 4.0 ötvözi az új technológiákat a hagyományos minőségi módszerekkel, hogy új optimumot érjen el a működési kiválóság, a teljesítmény és az innováció terén. Az új technológiák közé tartozik a gépi tanulás/mesterséges intelligencia, a hálózatba kapcsolt eszközök és műveletek, az együttműködés olyan új formái, mint a közösségi média és a blokklánc, a Big Data, a felhőalapú számítástechnika, valamint az olyan új alkalmazások, mint a kiterjesztett/virtuális valóság.
A Minőség 4.0 nem váltja fel a hagyományos minőségi módszereket, hanem épít rájuk és továbbfejleszti azokat.